# Samwise Didier
Sam « Samwise » Didier est le directeur artistique de Blizzard Entertainment. Il est responsable de la plupart des artworks des séries Warcraft, StarCraft, et Diablo.
Samwise est, pour des raisons inconnues, un fanatique des pandas, et est le créateur de la race des Pandaren, une race de l'univers de Warcraft longtemps considérée par les fans — tout comme par Blizzard — comme une blague (désormais, cette race a malgré tout toute sa place dans l'univers puisqu'elle est présente dans l'extension du jeu World of Warcraft : Mist of Pandaria[réf. non conforme]). On peut également citer que des icônes de pandas apparaissent sur la plupart de ses dessins.
Il est également chanteur du groupe L90ETC (nl).

## Couvertures
Samwise est le créateur des pochettes des albums de HammerFall.
- 2002 - Hearts on Fire (en) (EP)
- 2002 - Crimson Thunder
- 2003 - One Crimson Night (en) (album live & DVD)
- 2005 - Blood Bound (en) (EP)
- 2005 - Chapter V: Unbent, Unbowed, Unbroken
- 2006 - Natural High (en) (EP)
- 2006 - Threshold
- 2008 - Masterpieces (en)
- 2009 - No Sacrifice, No Victory

Il a également créé la couverture de l'album solo de Joacim Cans (chanteur de HammerFall), Beyond the Gates (2004).